# Curs mitjà del riu Palància
Curs mitjà del riu Palància este o arie protejată (arie specială de conservare — SAC, sit de importanță comunitară — SCI) din Spania întinsă pe o suprafață de 3.664,16 ha, integral pe uscat.

## Localizare
Centrul sitului Curs mitjà del riu Palància este situat la coordonatele 39°51′11″N 0°28′18″W / 39.8531°N 0.4717°V.

## Înființare
Situl Curs mitjà del riu Palància a fost declarat sit de importanță comunitară în iulie 2001 pentru a proteja 3 specii de animale. Situl a fost protejat și ca arie specială de conservare în octombrie 2020.

## Biodiversitate
Situată în ecoregiunea mediteraneană, aria protejată conține 6 habitate naturale: Pajiști umede mediteraneene cu ierburi înalte de Molinio-Holoschoenion, Râuri mediteraneene cu debit permanent cu specii de Paspalo-Agrostidion și galerii riverane de Salix și de Populus alba, Galerii de Salix alba și de Populus alba, Izvoare petrifiante cu formare de travertin (Cratoneurion), Galerii și tufărișuri riverane sudice (Nerio-Tamaricetea și Securinegion tinctoriae), Râuri mediteraneene cu debit permanent și vegetație de Glaucium flavum.
La baza desemnării sitului se află mai multe specii protejate:
- păsări (1): Hieraaetus fasciatus
- nevertebrate (1): Coenagrion mercuriale
- pești (1): Achondrostoma arcasii

Pe lângă speciile protejate, pe teritoriul sitului au mai fost identificate 1 specie de păsări.